# Inderevier

Inderevier um Eschweiler und Stolberg

Das Inderevier ist eine ehemalige Bergbauregion zur Gewinnung von Steinkohle im Bereich der so genannten Indemulde des Aachener Reviers. Zum Inderevier gehörten hauptsächlich der Eschweiler Kohlberg im Bereich von Eschweiler und Nothberg, der Weisweiler Kohlberg und der südwestlich gelegene Münsterkohlberg zwischen Stolberg und Münsterbusch mit der Grube James. Es ist benannt nach der dort fließenden Inde. Die hier gewonnene Kohle war neben den Erzen die Grundlage des industriellen Aufschwungs im Raum Eschweiler-Stolberg. Das Inderevier ist vom Wurmrevier (Alsdorf, Kohlscheid, Würselen) durch den nicht Kohle führenden Aachener Sattel getrennt.

## Gruben
Wichtige Bergwerke im Inderevier waren
- Grube Atsch
- Grube Birkengang
- Grube Centrum
- Grube James
- Grube Propstei
- Grube Reserve

## Ausbeutung
Maßgeblich tätig im Inderevier war der Eschweiler Bergwerksverein EBV.
Der bereits 1394 urkundlich erwähnte „Eschweiler Kohlberg“ und der „Weisweiler Kohlberg“ im Nordosten einerseits und der „Münsterkohlberg“ im Südwesten andererseits gehören zwar geologisch zum Inderevier, waren jedoch territorial jahrhundertelang in Herzogtum Jülich und Reichsabtei Kornelimünster geteilt. 1542 tritt die erste für das Inderevier um Eschweiler geltende Bergordnung in Kraft. Mit der Grube Reserve soff 1944 die letzte Eschweiler Grube des Indereviers ab.

## Geologie
Im Oberkarbon bildete sich im Muldengrund der Inde eine ausgedehnte, regelmäßig von Meerwasser und Fließgewässern aus dem Hohen Venn überschwemmte Sumpfvegetation, so dass Steinkohleschichten entstehen konnten. Diese Flöze wurden später durch Erosion zum Teil so abgetragen, dass sie, wie noch heute im Eschweiler Stadtwald feststellbar, an der Tagesoberfläche austraten.
Diese Indemulde wird bis zum „Frauenrather Sprung“ bei Inden von der Inde im Streifen Atsch – Pumpe-Stich – Eschweiler – Nothberg – Weisweiler durchflossen. Etwa in ihrer Mitte beim Ichenberg wird sie vom so genannten „Sandgewand“ in Nord-Süd-Richtung durchzogen. Während die Indemulde und somit auch das Inderevier im Norden vom Wurmrevier (Alsdorf, Kohlscheid, Übach-Palenberg, Hückelhoven, Siersdorf, Kerkrade) durch den nicht Kohle führenden Aachener Sattel getrennt sind, bilden nach Süden die Ausläufer der Eifel die natürliche Grenze.
Die jüngsten Schichten innerhalb ihrer Kohle führenden Gesteinslagen befinden sich in ihrem Kern und gehörten zu den so genannten Binnenwerken des Eschweiler Kohlbergs. Von den so genannten Stolberger Schichten waren nur die oberen im Bereich der Grube Atsch und Grube Birkengang im Westen des Indereviers abbauwürdig.